# پدربزرگ خدا
پدربزرگ خدا (به هندی: Bhagwaan Dada) فیلمی هندی محصول سال ۱۹۸۶ و به کارگردانی جی. اوم پراکاش است. در این فیلم بازیگرانی همچون راجینیکانت، راکیش روشن، سری دوی، دنی دنزونگپا، پارش راوال، ساتیش شاه، اوم پراکاش و ریتیک روشن ایفای نقش کرده‌اند.